# ヘミキクラスピス
ヘミキクラスピス (Hemicyclaspis) は、無顎類の属の1つ。4億2600万年前から4億1600万年前（プリドリ世 - ゴースティアン期、シルル紀後期）に生息した。カナダ・ヌナブト準州とグレートブリテン島から産出される。

## 形態
全長は15 cm程度。頭甲の側面と頭頂部には、感覚器官と考えられる構造があった。胸鰭はよく発達する。背鰭は後方に1基のみで、前縁には強い棘があった。
ケファラスピスのような、頭甲から後方に伸びる突起を持たない。このため、本属はこの突起 (Cornual processes) を持つ Cornuata と呼ばれるクレードの姉妹群に位置づけられる。

## ギャラリー

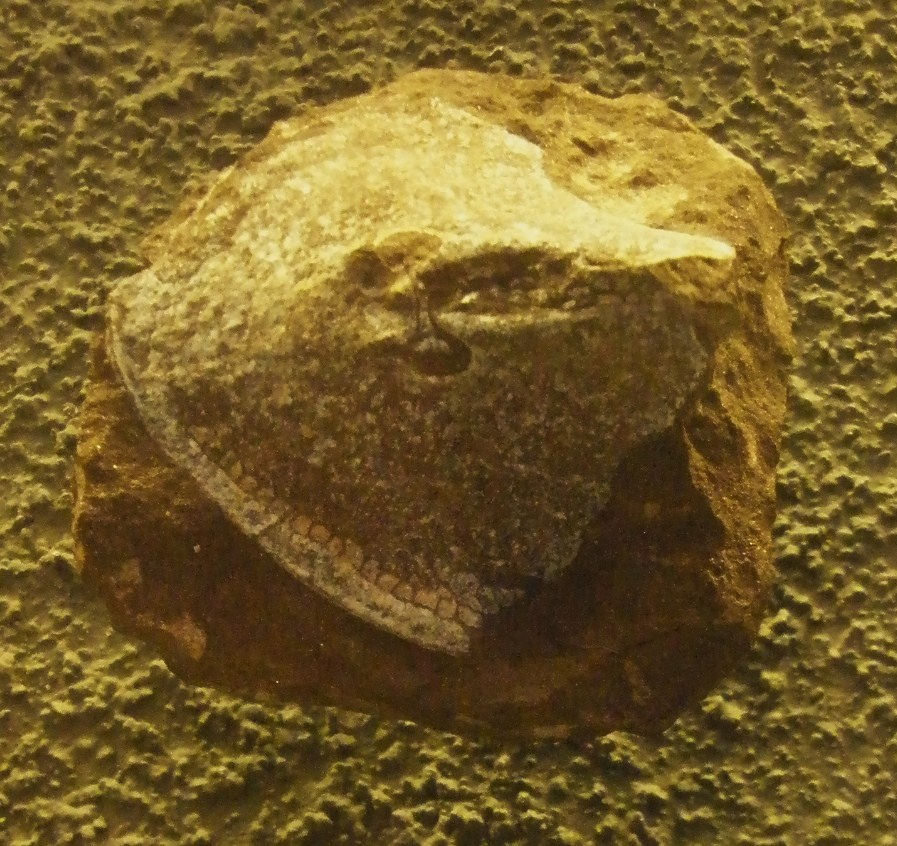
頭甲
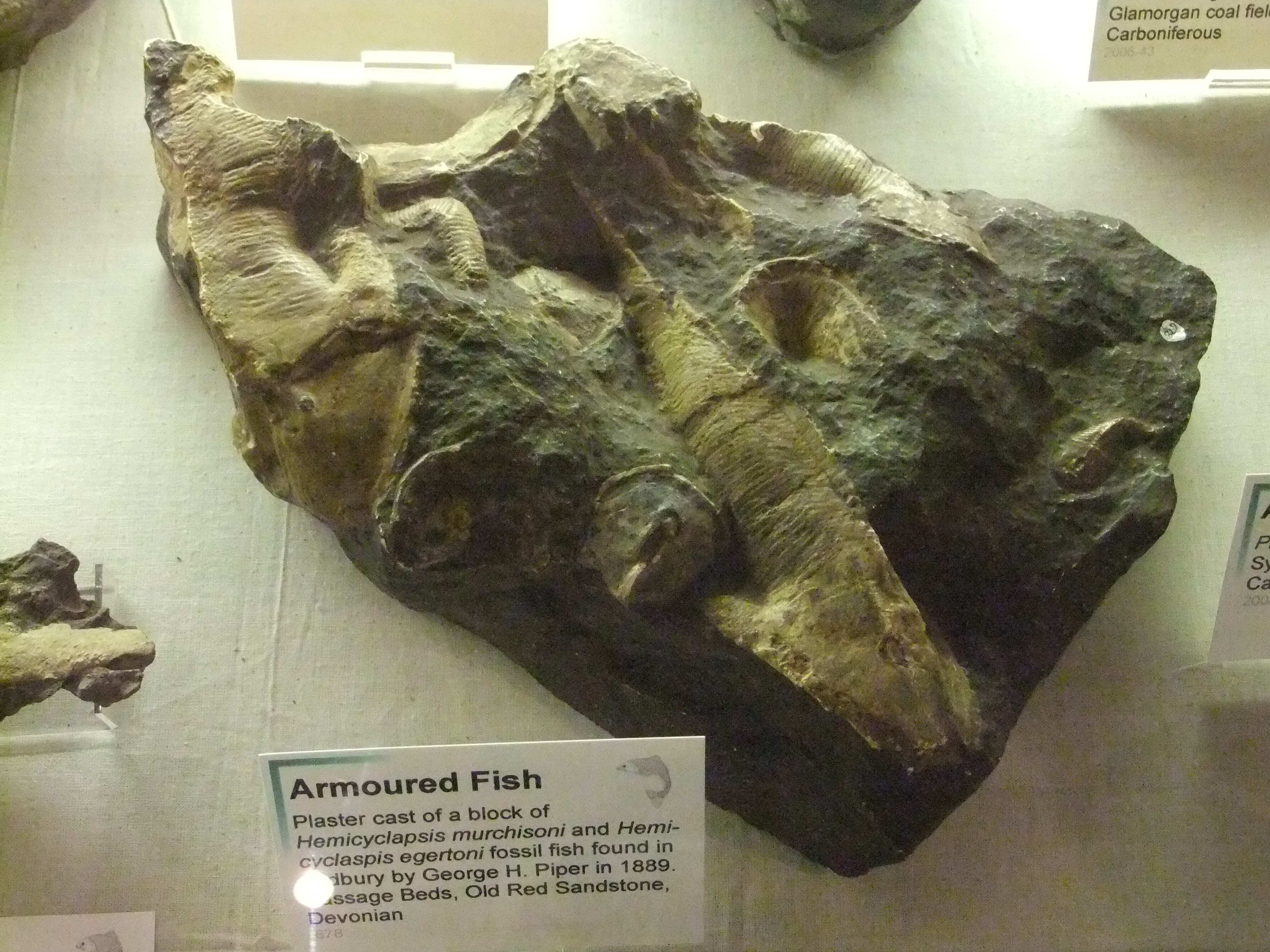